# Tjesnac Severo-Vostočnij
Tjesnac Severo-Vostočnij (rus. Северо-Восточный Пролив) je tjesnac koji se nalazi u zapadnom dijelu Ohotskog mora. Odvaja otok Boljšoj Šantar na sjeveru od otoka Mali Šantar na jugu. Podijeljen je na dva dijela s nekoliko stijena koje se uzdižu na 15 do 18 m i ima grebene koji se protežu s obje strane. Također ima brze plimne struje, s plimom koja plovi prema zapadu i osekom prema istoku.

## Povijest
Posade američkih brodova koje su tražile grenlandske kitove ponekad su koristile tjesnac, iako su sami brodovi rijetko ulazili u njega. Zvali su ga Rocky Passage.